# Český technologický park
Český technologický park je vědeckotechnický park v Brně, který se nachází na rozhraní čtvrtí Královo Pole a Medlánky. Park leží v těsné blízkosti univerzitního kampusu Pod Palackého vrchem Vysokého učení technického (zahrnující i sídla CEITEC VUT, JIC a AdMaS). Jeho developerem je společnost Technologický Park Brno a slouží jako administrativní, výzkumný a high-tech výrobní prostor různých podniků.

## Popis
Brněnský technologický park se nachází západně a severozápadně od ulice Hradecké. Jeho I. fáze se člení na dvě zóny, administrativní zónu A (mezi ulicemi Technickou a Hradeckou) a výrobní zónu B (mezi ulicemi Podnikatelskou a Hradeckou). Následná II. fáze, takzvaná Centrální zóna, se nachází u prodloužené ulice Purkyňovy, mezi Fakultou podnikatelskou a Fakultou chemickou Vysokého učení technického. Podél prodloužené ulice Purkyňovy mají dále směrem k Medlánkám vzniknout také III. a IV. zóna.

## Historie
Idea technologického parku v Brně vznikla počátkem 90. let 20. století, jeho urbanistický koncept vytvořil architekt Peter Foggo. Memorandum mezi městem Brnem, Vysokým učením technickým a britskou společností BOVIS o vzniku parku bylo podepsáno v dubnu 1991. V roce 1993 byla založena developerská společnost Technologický Park Brno, a.s., v níž polovinu akcií drželo město Brno, druhou polovinu britská nadnárodní firma Istithmar P&O Estates. Samotný areál začal vznikat následně, v roce 1997 již stály první tři budovy (jedna budova v zóně A fáze I. a dvě budovy v zóně B fáze I.). Do let 2004/2005 byla dokončena výrobní zóna B fáze I., do roku 2009 byla ukončena výstavba administrativní zóny A fáze I., v níž budovy navrhla kancelář K4 Architects & Engineers. Následně začala vznikat II. fáze (tzv. Centrální zóna), která má v konečné podobě čítat osm budov dle urbanistické koncepce studia HKR Architects, z čehož první tři administrativní budovy od kanceláře K4 byly postaveny do roku 2017. Rozvoj technologického parku má pokračovat dokončením II. fáze a realizací III. a IV. fáze. V roce 2019 koupilo město Brno od společnosti Istithmar P&O Estates její akciový podíl ve firmě Technologický Park Brno, takže se stalo téměř jediným vlastníkem této společnosti. Jednu její akcii vlastní Vysoké učení technické v Brně.